# Thracidora
Thracidora is een geslacht van tweekleppigen uit de  familie van de Thraciidae.

## Soorten
- Thracidora agulhasensis (Thiele & Jaeckel, 1931)
- Thracidora arenosa (Hedley, 1904)
- Thracidora japonica Habe, 1961